# Kaspar Kittel
Kaspar Kittel (* 1603 möglicherweise in Böhmisch Kamnitz; † 9. Oktober 1639 in Dresden, vor dem Tod seines Vaters; getauft 1603 in Lauenstein). Kittel wurde als Sohn des Pfarrers Melchior I. Kittel  (* Liebstadt 1571; † Ende 1639 in Glashütte) geboren. Sowohl Kaspar als auch sein jüngerer Bruder Jonas I. (* vermutlich um 1605; † 1639 in Glashütte) verstarben vor ihrem Vater Melchior I. und zählten deshalb nicht zu seinen Erben.
Kittel war der älteste Vertreter dieser Pirnaer Ratsfamilie, die drei Generationen von Musikern in Dresden stellte, welche alle in der Hofkapelle spielten. Sein jüngerer Bruder Jonas I. (ca. 1605–1639) war ab 1631 Bassist an der Hofkapelle. Da Jonas I. Ende 1639 verstorben war und Gerhard Ilgner im Kapellverzeichnis 1642, 1643 und 1651 einen „Jonas KITTEL“ feststellte, entging ihm, dass es sich hier um Jonas II. handeln musste, den Sohn von Jonas I.
Sein Sohn Christoph († 1680 an der Pest) war Lautenist an der Hofkapelle und Herausgeber (1657) der „Zwölf geistlichen Gesänge“ von Heinrich Schütz (SWV 420–431) und sein Enkel Johann Heinrich (Dresden 13. Oktober 1652 – 17. Juli 1682 ebenda) wurde 1666 zweiter Hoforganist. Nach Fürstenau hatte Christoph noch einen Bruder Christian († 18. November 1705 in Dresden), der im Kapellverzeichnis des Kurprinzen als Bassist, Lautenist und „Violist“ aufgeführt war und in Wien 1650 beim kaiserlichen Kammermusikus Johann Preihs Violine studierte; 1662 wurde er in Dresden Geheimer Kämmerer mit einem Jahresgehalt von 600 fl.
Beide Brüder, Kaspar und Jonas I., verstarben ebenso wie ihr Bruder Balthasar, der in Böhmisch Kamnitz geboren wurde, vor dem Vater Melchior. Zu den Erben des Vaters Melchior zählten folglich nur der Pfarrer in Röhrsdorf (1627–1689) Melchior II Kittel (* Böhmisch Kamnitz 1594–1596 – 1689 Liebstadt) und Georg, der Schulmeister in Ruppendorf, der 1639 noch lebt.
Am 23. September 1616 wurde Kaspar Kittel als Theorbist in die Dresdner Hofkapelle aufgenommen, als Schüler von Heinrich Schütz. Mit Unterstützung von Kurfürst Johann Georg konnte Kittel 1624 nach Venedig reisen und dort bei verschiedenen Lehrern Gesang und Theorbe studieren. 1629 kehrte er nach Dresden zurück und führte u. a. den monodischen Stil des Komponierens von Giulio Caccini bei Hofe ein.
Er wurde als Theorbist kurfürstlicher Kammermusiker.
1630 wurde er Gesangslehrer von Matthias Weckmann und unterrichtete dessen Bruder Jonas Weckmann im Theorbespiel. 1632 erhielt er eine Anstellung als Instrumenteninspektor, später als Hoforganist und vertrat 1638 Heinrich Schütz in der Leitung der Hofkapelle.

## Werke (Auswahl)
- Christoph Kittel (Hrsg.): Zwölf geistliche Gesänge SWV 420–431. 1657.